# Enneapterygius obscurus
Enneapterygius obscurus és una espècie de peix de la família dels tripterígids i de l'ordre dels perciformes.

## Morfologia
- Els mascles poden assolir 1,4 cm de longitud total.[1][2]

## Hàbitat
És un peix marí de clima tropical.

## Distribució geogràfica
Es troba a l'Índic occidental.